# Condado de Hanau
El condado de Hanau era un territorio dentro del Sacro Imperio Romano Germánico, evolucionó a partir del señorío de Hanau en 1429. De 1456 a 1642 y de 1685 a 1712 se dividió en el condado de Hanau-Münzenberg y el condado de Hanau-Lichtenberg. Después de que ambas líneas se extinguieron, el condado de Hanau-Münzenberg fue heredado por el Landgraviato de Hesse-Kassel, el condado de Hanau-Lichtenberg por el Landgraviato de Hesse-Darmstadt en 1736.

## Creación
En 1429, el emperador Segismundo del Sacro Imperio Romano declaró a Reinardo II de Hanau era conde, por lo que sus posesiones, el señorío (Herrschaft) de Hanau, se convirtieron en el condado de Hanau. La mayor parte se encontraba al norte del río Meno y se extendía desde el este de Fráncfort del Meno hacia el este a través del valle del río Kinzig hasta Schlüchtern y las montañas Spessart hasta Partenstein. Legalmente incorrecto, el título Condado de Hanau se utiliza en la literatura posterior, a veces también para su predecesor territorial, el Señorío de Hanau. Esta elevación de rango fue una señal del éxito político y económico de Reinardo II.

## División
Sólo un año después de la muerte de Reinardo II, su hijo y sucesor, Reinardo III también murió, dejando como heredero a su hijo Felipe I (el menor), entonces un niño de cuatro años. No era de ninguna manera seguro que sobreviviría el tiempo suficiente para engendrar un heredero varón por su cuenta. Esto suponía una amenaza para la existencia futura de la familia de los condes de Hanau. El único otro varón vivo de la familia era Felipe I (el mayor), hermano de Reinardo III y tío de Felipe I (el menor). Debido al Estatuto de Primogenitura de Hanau de 1375, sólo al hijo mayor de un conde reinante de Hanau se le permitía casarse y tener descendencia capaz de heredar el título y el condado. Esto provocó un conflicto dentro de la familia que produjo dos partes: la madre de Felipe I (el menor), la condesa palatina Margarita de Mosbach, y su padre, Otón I, conde palatino de Mosbach, por un lado insistía en el Estatuto de Primogenitura. Su interés radicaba en asegurar la herencia completa e indivisa para Felipe I (el menor). Del otro lado estaban Felipe I (el mayor) y la mayoría de las personas e instituciones influyentes del condado, incluidas sus cuatro ciudades. El conflicto duró hasta 1457, cuando murió la condesa palatina Margarita. En 1458 esto condujo a la solución que Felipe I (el mayor) deseaba: el distrito administrativo de Babenhausen, es decir, todo el territorio del condado al sur del río Meno, fue separado del condado y entregado a Felipe I (el mayor). Se convirtió en el núcleo del condado de Hanau-Lichtenberg. El condado restante se llamó más tarde Hanau-Münzenberg para distinguir los dos condados.

## Reunificación

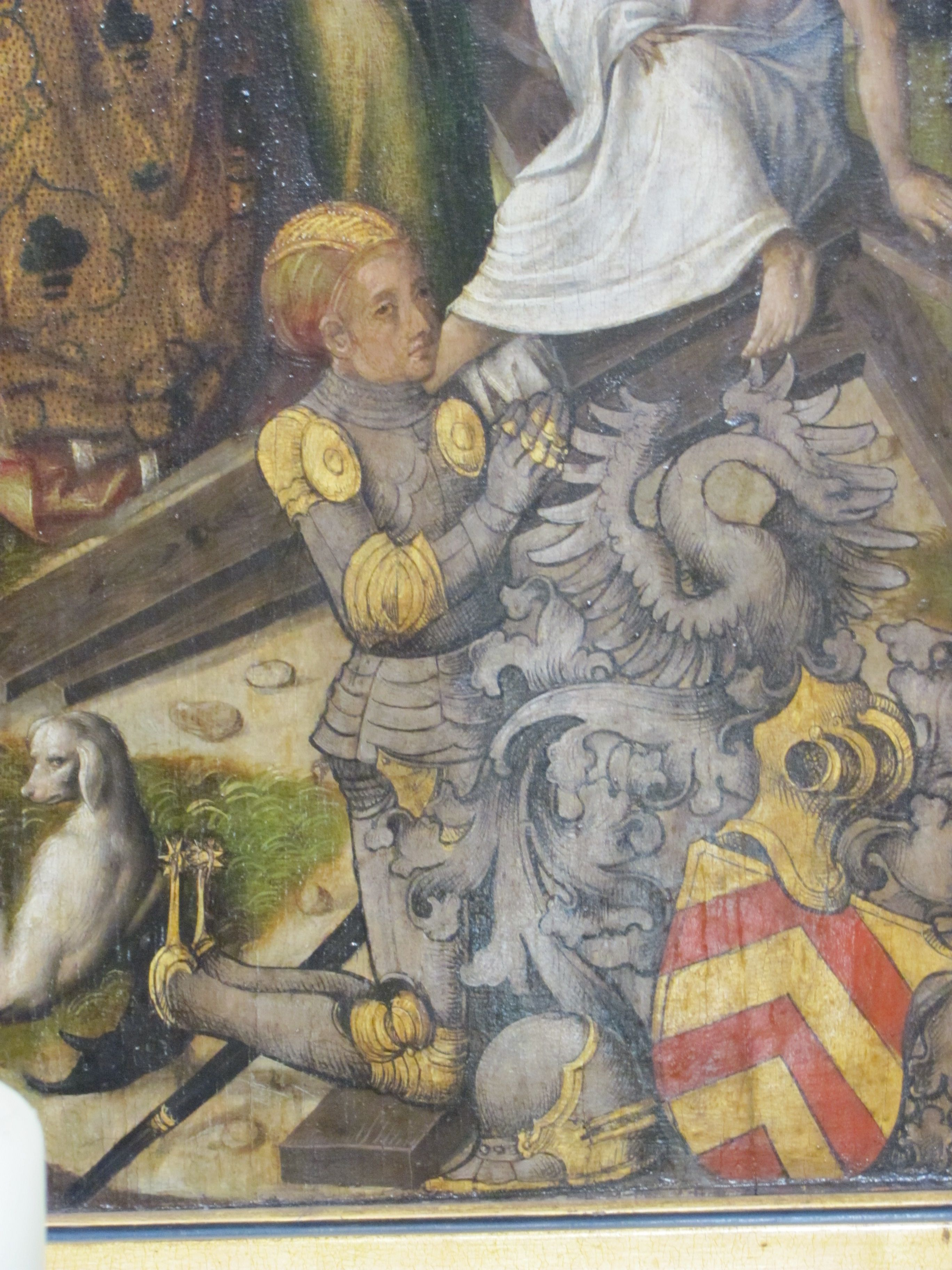
Reinardo III, segundo conde de Hanau

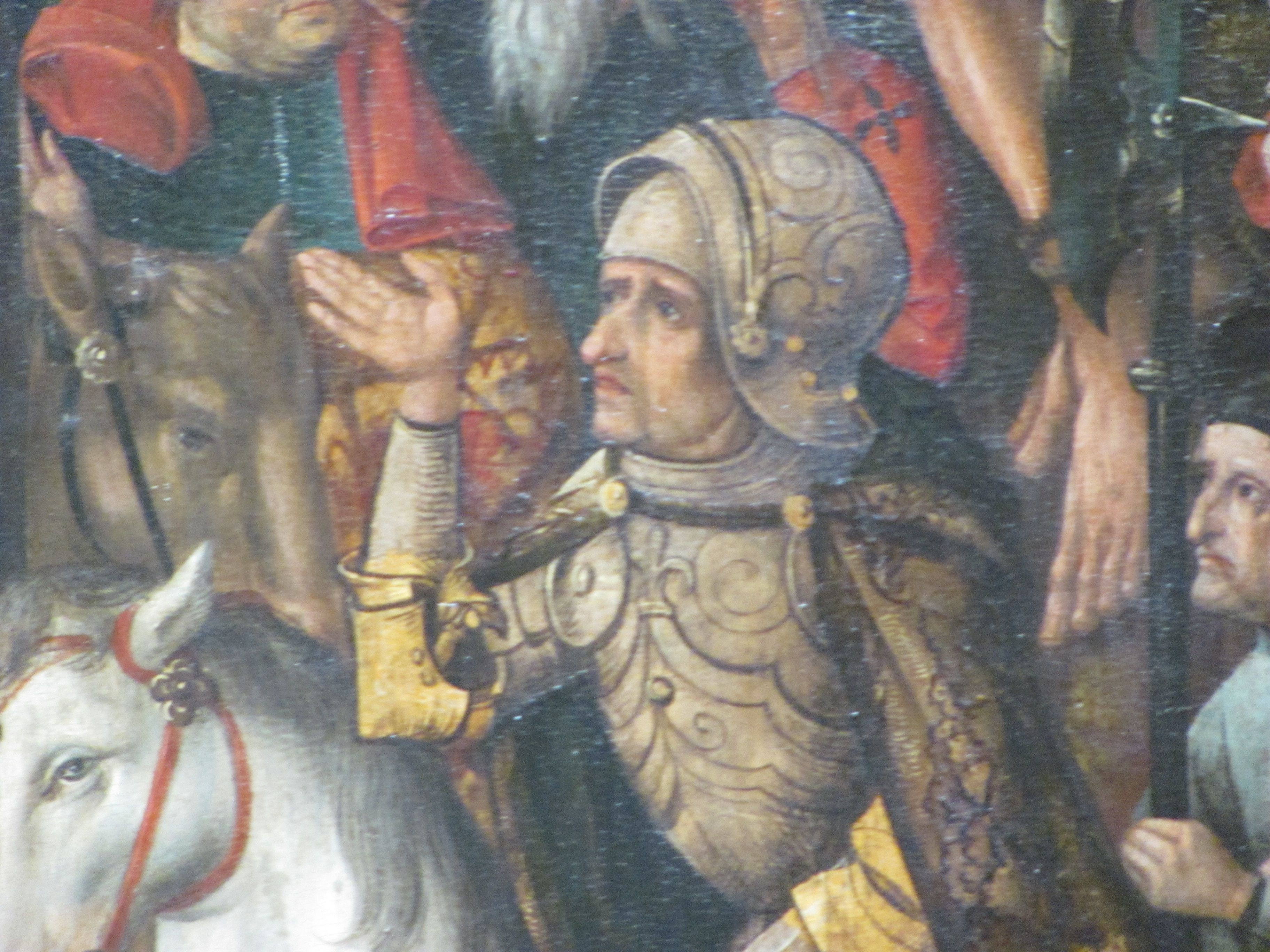
Felipe I (el joven), tercer conde de Hanau

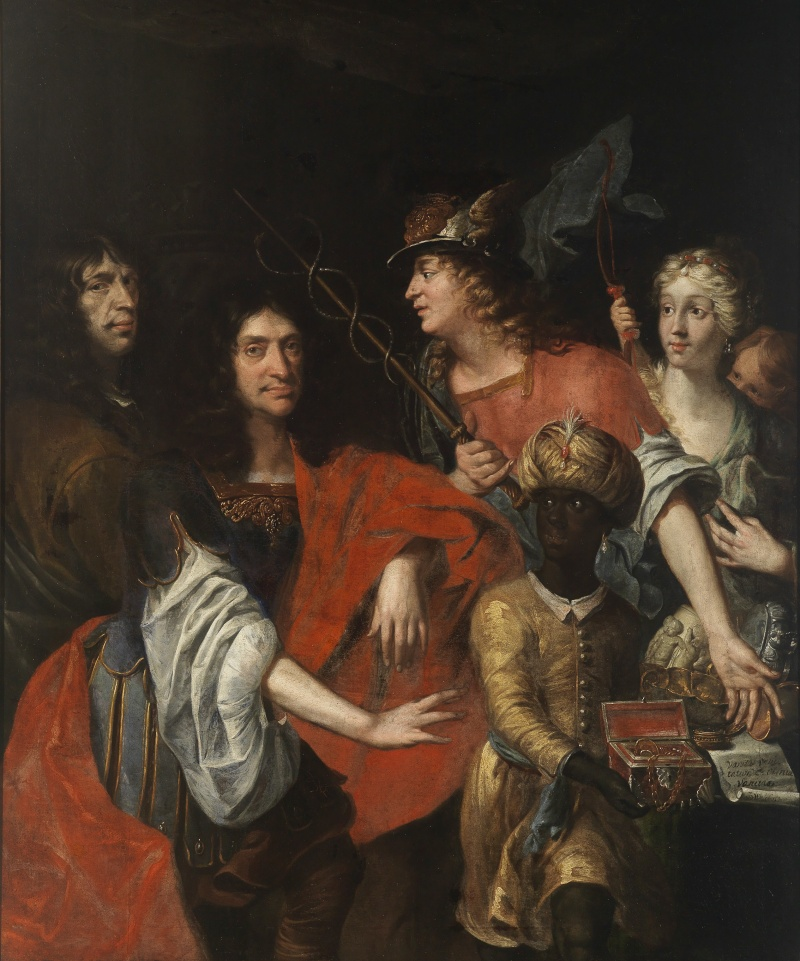
Federico Casimiro, cuarto conde de Hanau

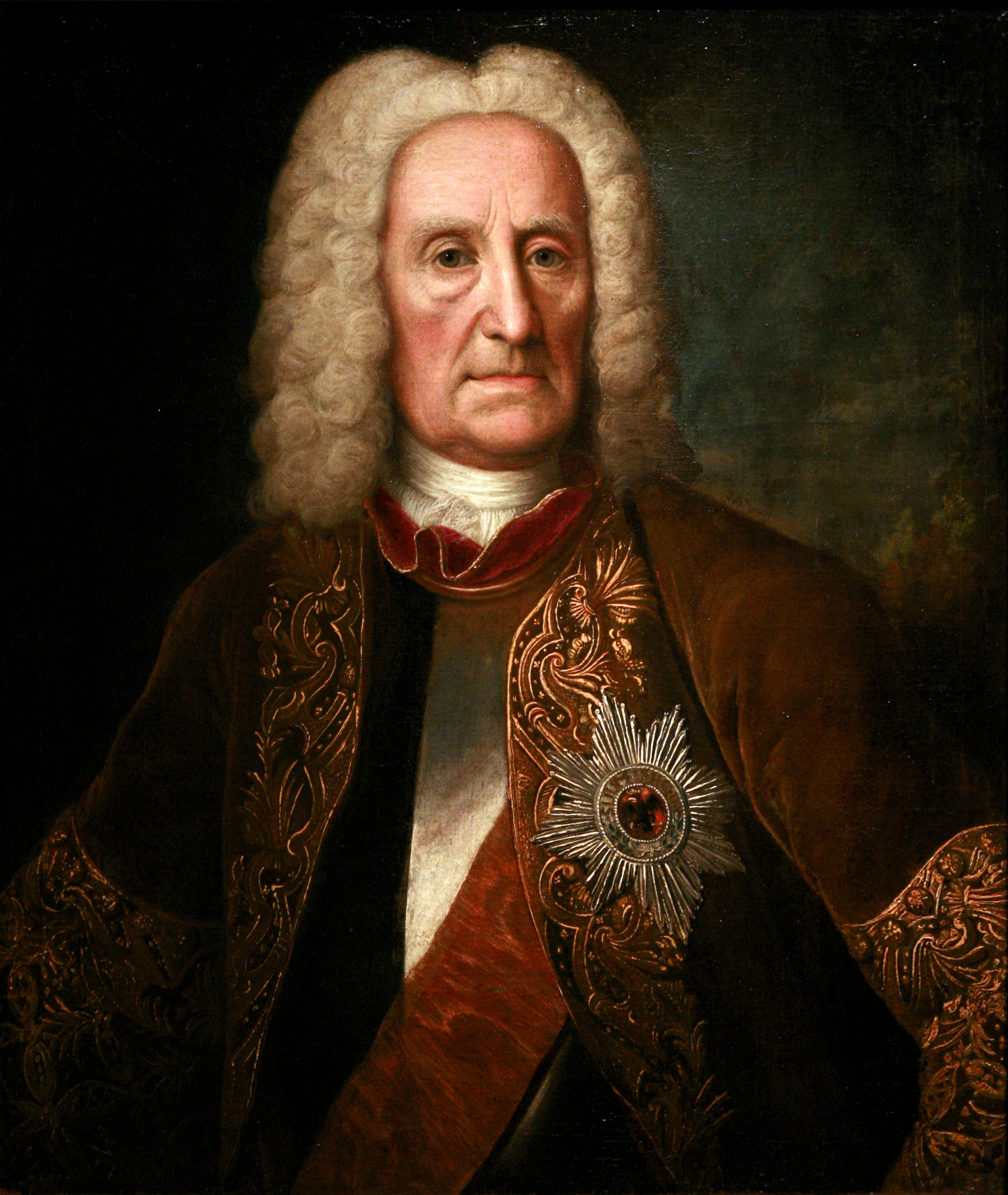
Juan Reinardo III, quinto conde de Hanau

### Política
En 1642 murió el último miembro varón de la familia Hanau-Münzenberg, el conde Juan Ernesto. El siguiente pariente varón fue Federico Casimiro, conde de Hanau-Lichtenberg, entonces todavía menor de edad bajo la tutela de Jorge II de Fleckenstein-Dagstuhl. La relación con el conde Juan Ernesto era bastante remota y la herencia corría peligro en más de un sentido. La herencia se produjo durante los últimos años de la Guerra de los Treinta Años, los señores feudales, en parte enemigos de Hanau, intentaron retener los feudos tradicionalmente en poder de Hanau-Münzenberg, el condado de Hanau-Münzenberg era de confesión reformada, Federico Casimiro y los habitantes de Hanau-Lichtenberg eran luteranos e incluso llegar a la capital de Hanau-Münzenberg, la ciudad de Hanau, resultaba muy difícil para el heredero: Federico Casimiro sólo se las arreglaba viajando disfrazado. Jorge II de Fleckenstein-Dagstuhl logró la sucesión de Federico Casimiro mediante dos tratados:
- En el primero de 1642 participaron Federico Casimiro y la rica burguesía de Hanau. El tribunal concedió la fe reformada como religión estatal dentro de Hanau-Münzenberg, reservándose únicamente los servicios luteranos para él y su corte. Por lo tanto, los ciudadanos de Hanau, con diferencia la potencia más fuerte dentro del devastado condado, apoyaron la adhesión de Federico Casimiro.
- Los participantes en el segundo de 1643 fueron Federico Casimiro y la landgravina Amalia Isabel, de soltera condesa de Hanau-Münzenberg, hija de Felipe Luis II. Ella brindó apoyo militar y diplomático contra los señores que aún resistían. Por lo tanto, Federico Casimiro concedió, en caso de que la casa de Hanau no tuviera herederos varones, la herencia de Hanau-Münzenberg a los descendientes de Amalia Isabel.[3] En realidad, eso sucedió en 1736.

Estos tratados aseguraron la unificación de los dos condados de Hanau bajo un solo gobernante y salvaron a Hanau-Münzenberg como unidad.
En contra del tratado de adhesión entre Federico Casimiro y sus súbditos de Hanau, intentó ampliar la influencia de los luteranos dentro de Hanau-Münzenberg: los primeros veinte años de su reinado los servicios luteranos se limitaron a la capilla de su castillo en Hanau. Pero debido al creciente número de habitantes, entre 1658 y 1662 se construyó en la ciudad una iglesia propia para los luteranos, contra la protesta de la mayoría reformada, la Johanneskirche. Ambos partidos lucharon durante décadas, intentaron impedir, sin éxito, los matrimonios mixtos e incluso se enfrentaron entre sí. Un tratado adicional de 1670 permitió a los luteranos tener su propia iglesia. Como resultado, dentro del condado de Hanau-Münzenberg se crearon dos iglesias paralelas, cada una con su propia administración. Por lo tanto, muchos pueblos de Hanau-Münzenberg tenían un conjunto de iglesias, escuelas, vicarías y cementerios reformados y otro para los luteranos. Sólo la Ilustración y las crisis económicas de las guerras napoleónicas permitieron la creación de la Unión de Hanau que puso fin a esta doble estructura en 1818.
Sibila Cristina de Anhalt-Dessau, viuda del conde Felipe Mauricio, que había sido conde gobernante hasta 1638, había recibido el castillo de Steinau como su residencia de viuda. Como viuda de un conde gobernante, podría presentar reclamaciones sustanciales contra el condado. Para evitarlo, se decidió casar a Federico Casimiro con la viuda, que entonces tenía 44 años, casi 20 años mayor que él. Una ventaja adicional de este matrimonio fue que ella era calvinista, lo que calmó a la mayoría de la población. El matrimonio estuvo plagado de diferencias. El matrimonio con la anciana viuda no tuvo hijos. Poco antes de su muerte, Federico Casimiro adoptó a su sobrino, el conde Felipe Reinardo.

### Economía
Federico Casimiro intentó implementar el mercantilismo en su condado gravemente devastado por los efectos de la Guerra de los Treinta Años. En esto se atribuye un papel destacado a su asesor Johann Becher. Un logro exitoso fue la fundación de una fábrica para producir loza, la primera en Alemania. Por otra parte, la extravagante iniciativa del conde de arrendar la Guayana a la Compañía Holandesa de las Indias Occidentales fue un experimento devastador. Estas Indias de Hanau (Hanauisch-Indien) nunca se hicieron realidad, pero casi llevaron a su condado a la quiebra. Así que en 1670 sus parientes más cercanos organizaron una revolución palaciega tratando de expulsar a Federico Casimiro de su cargo. Esto no funcionó del todo. Pero Federico Casimiro fue puesto bajo la tutela de sus familiares por el emperador Leopoldo y las posibilidades del conde de realizar nuevos experimentos se vieron gravemente restringidas.

## Los últimos años de Hanau
Federico Casimiro murió sin descendencia en 1685. Su herencia se dividió entre sus dos sobrinos varones, el conde Felipe Reinardo, que heredó Hanau-Münzenberg, y el conde Juan Reinardo III, que heredó Hanau-Lichtenberg. Ambos eran hijos del hermano de Federico Casimiro, el conde Juan Reinardo II. Así, el condado de Hanau se volvió a dividir en dos, Hanau-Münzenberg y Hanau-Lichtenberg, como estaba antes de 1642. Pero cuando en 1712 murió el conde Felipe Reinardo, el conde Juan Reinardo III heredó el condado de Hanau-Münzenberg y por última vez ambos condados se unieron en un solo condado, el de Hanau. El conde Juan Reinardo III, el último miembro varón de la familia Hanau, murió en 1736. Hanau-Münzenberg y Hanau-Lichtenberg recayeron en herederos diferentes: debido al tratado de sucesión de 1643, Hanau-Münzenberg fue heredado por el Landgraviato de Hesse-Kassel, Hanau-Lichtenberg cayó en manos del Landgraviato de Hesse-Darmstadt porque la condesa Carlota de Hanau-Lichtenberg, hija de Juan Reinardo III, estaba casada con el heredero de Hesse-Darmstadt, que reinó más tarde como landgrave Luis VIII.
La cuestión de si el distrito administrativo de Babenhausen formaba parte de Hanau-Münzenberg o Hanau-Lichtenberg casi condujo a la guerra entre los dos Landgraviatos en 1736; se inició un extenso proceso legal en la Corte de Cámara Imperial, uno de los dos tribunales más altos del Sacro Imperio Romano. La demanda terminó con un compromiso de dividir Babenhausen en partes iguales entre ellos. Sin embargo, hubo que esperar hasta 1771 para darse cuenta de ello.